# ユアズ・イズ・ノー・ディスグレイス
- ユアズ・イズ・ノー・ディスグレイス
- ユアーズ・イズ・ノー・ディスグレイス

『ユアズ・イズ・ノー・ディスグレイス』(英:Yours Is No Disgrace)は、イングランドのプログレッシブ・ロック・バンドであるイエスが1971年のアルバム『イエス・サード・アルバムのオープニング曲として発表した曲である。この曲は、バンドのメンバーであるジョン・アンダーソン、スティーヴ・ハウ、クリス・スクワイア、ビル・ブルーフォード、トニー・ケイの5人全員によって書かれ、彼らのライブの定番曲となっている。また、『イエスソングス』、『クラシック・イエス』、『イエスストーリー』など多くのライブアルバムに収録されている。
アルバムのオープニング曲であるこの曲はおよそ10分にも及ぶ。オールミュージックの評論家であるデイヴ・トンプソンによると、この長さと複雑さは後のいくつかのアルバム、特に『アンド・ユー・アンド・アイ』におけるテストであり、また「リリースされた当時、これはユニークな作品だったが、それは今日にも変わっていない。」と述べている。
イエスは1971年4月1日、BBCの音楽番組、トップ・オブ・ザ・ポップスに出演しこの曲を披露した。イギリスではシングルが発売されなかったため、発売予定のアルバムのプロモーションとして行われた。シングルはオランダ及びイタリアで発売された。

## 歌詞
スティーヴ・ハウによると、ジョン・アンダーソンはこの曲の歌詞をザ・ウォリアーズのデイヴィッド・フォスターと共に書いており、イエスのセカンドアルバム『時間と言葉』においても歌詞を共同制作している。エドワード・マカンによると、『ユアーズ・イズ・ノー・ディスグレイス』は一般的にイエス初の反戦歌として知られている(ただし、彼らのデビューアルバム、『イエス・ファースト・アルバム』の『ハロルド・ランド』は戦争をテーマにしている)。アンダーソンはこの曲の主題は戦争に参加した子供たちは選択の余地が無く、戦争は彼らの責任ではない事の認知だと述べた。作家ビル・マーティンは著書内で「『ユアズ・イズ・ノー・ディスグレイス』は注目すべき、繊細なベトナム戦争についての曲」と評しており、歌詞内ではベトナムで苦しむ兵士とラスベガスでパーティーをする人々を対比させることで反戦を主張していると解説している。